# Bulbophyllum dichilus
Bulbophyllum dichilus är en orkidéart som beskrevs av Rudolf Schlechter. Bulbophyllum dichilus ingår i släktet Bulbophyllum och familjen orkidéer. Inga underarter finns listade i Catalogue of Life.